# Regió de Semenawi Keyih Bahri
Semenawi Keyih Bahri o Regió del Nord del Mar Roig és una regió (zoba) d'Eritrea, en la part sud-oest del país. La seva capital és la ciutat de Massawa.

## Departaments
Aquesta regió posseeix una subdivisió interna composta pels següents districtes:
- Districte d'Afabet
- Districte de Dahlak
- Districte de Ghelalo
- Districte de Foro
- Districte de Ghinda
- Districte de Karura
- Districte de Massawa
- Districte de Nakfa
- Districte de She'eb

## Territori i població
La regió de Semenawi Keyih Bahri té una superfície de 27.800 km². Dins de la mateixa hi habita una població d'aproximadament 617.000 persones (xifres del cens de l'any 2006).